# Nuoto ai Giochi della XXVII Olimpiade - 400 metri stile libero maschili

## Record
Prima di questa competizione, il record del mondo (WR) e il record olimpico (OR) erano i seguenti.
|  | 3'41"33 | Ian Thorpe Australia              | 16 maggio 2000 Sydney, Australia  |
|  | 3'45"00 | Evgenij Sadovyj Squadra Unificata | 29 luglio 1992 Barcellona, Spagna |

Durante l'evento sono stati migliorati i seguenti record:
| Data         | Evento      | Atleta     | Nazione   | Tempo   | Record |
| ------------ | ----------- | ---------- | --------- | ------- | ------ |
| 16 settembre | 6ª batteria | Ian Thorpe | Australia | 3'44"65 |        |
| 16 settembre | Finale      | Ian Thorpe | Australia | 3'40"59 |        |

## Batterie
Si sono svolte 6 batterie di qualificazione. I primi 8 atleti si sono qualificati direttamente per la finale.
16 settembre 2000

### 1ª batteria
| Posizione | Atleta              | Paese         | Tempo   |
| --------- | ------------------- | ------------- | ------- |
| 1         | Sng Ju Wei          | Singapore     | 4:01.34 |
| 2         | Gian Zolezzi Seoane | Cile          | 4:01.51 |
| 3         | Yun-Lun Li          | Taipei cinese | 4:03.10 |
| 4         | Hani Elteir         | Egitto        | 4:04.23 |
| 5         | Ivan Ivanov         | Kirghizistan  | 4:09.33 |
| 6         | Marcelino Lopez     | Nicaragua     | 4:18.89 |

### 2ª batteria
| Posizione | Atleta             | Paese         | Tempo   |
| --------- | ------------------ | ------------- | ------- |
| 1         | Chul Woo           | Corea del Sud | 3:58.31 |
| 2         | Mark Kin Ming Kwok | Hong Kong     | 3:58.94 |
| 3         | Agustin Fiorilli   | Argentina     | 3:59.94 |
| 4         | Petar Stoychev     | Bulgaria      | 3:59.94 |
| 5         | Miguel Mendoza     | Filippine     | 4:00.66 |
| 6         | Victor Rogut       | Moldavia      | 4:01.42 |
| 7         | Aytekin Mindan     | Turchia       | 4:01.46 |
| 8         | Dieung Manggang    | Malaysia      | 4:03.77 |

### 3ª batteria
| Posizione | Atleta               | Paese         | Tempo   |
| --------- | -------------------- | ------------- | ------- |
| 1         | Torwai Sethsothorn   | Thailandia    | 3:56.68 |
| 2         | Jin Hao              | Cina          | 3:57.22 |
| 3         | Damien Alleyne       | Barbados      | 3:58.12 |
| 4         | Jorge Carral Armella | Messico       | 3:58.34 |
| 5         | Jonathan Duncan      | Nuova Zelanda | 3:58.52 |
| 6         | Zoltán Szilágyi      | Ungheria      | 3:59.40 |
| 7         | Jure Bucar           | Slovenia      | 4:00.19 |
| 8         | Hannes Kalteis       | Austria       | 4:03.66 |

### 4ª batteria
| Posizione | Atleta                | Paese       | Tempo   |
| --------- | --------------------- | ----------- | ------- |
| 1         | Massimiliano Rosolino | Italia      | 3:45.65 |
| 2         | Ryk Neethling         | Sudafrica   | 3:48.08 |
| 3         | Paul Palmer           | Regno Unito | 3:51.06 |
| 4         | Masato Hirano         | Giappone    | 3:51.42 |
| 5         | Igor Snitko           | Ucraina     | 3:52.97 |
| 6         | Luiz Lima             | Brasile     | 3:53.87 |
| 7         | Jacob Carstensen      | Danimarca   | 3:54.14 |
| 8         | Dmitry Koptur         | Bielorussia | 3:55.26 |

### 5ª batteria
| Posizione | Atleta              | Paese       | Tempo   |
| --------- | ------------------- | ----------- | ------- |
| 1         | Chad Carvin         | Stati Uniti | 3:48.42 |
| 2         | Dragoș Coman        | Romania     | 3:48.77 |
| 3         | Grant Hackett       | Australia   | 3:48.91 |
| 4         | Heiko Hell          | Germania    | 3:50.80 |
| 5         | James Salter        | Regno Unito | 3:52.01 |
| 6         | Vlastimil Burda     | Rep. Ceca   | 3:54.40 |
| 7         | Spyridōn Gianniōtīs | Grecia      | 3:54.96 |
| 8         | Ricardo Monasterio  | Australia   | 3:55.35 |

### 6ª batteria
| Posizione | Atleta             | Paese       | Tempo   |
| --------- | ------------------ | ----------- | ------- |
| 1         | Ian Thorpe         | Australia   | 3:44.65 |
| 2         | Emiliano Brembilla | Italia      | 3:48.41 |
| 3         | Klete Keller       | Stati Uniti | 3:48.62 |
| 4         | Nicolas Rostoucher | Francia     | 3:51.80 |
| 5         | Alexei Filipets    | Russia      | 3:52.21 |
| 6         | Rick Say           | Canada      | 3:52.72 |
| 7         | Mark Johnston      | Canada      | 3:54.99 |
| 8         | Igor Chervynskyi   | Ucraina     | 3:59.84 |

## Finale
16 settembre 2000
| Posizione | Atleta                | Paese       | Tempo      |
| --------- | --------------------- | ----------- | ---------- |
|           | Ian Thorpe            | Australia   | 3:40.59 RM |
|           | Massimiliano Rosolino | Italia      | 3:43.40    |
|           | Klete Keller          | Stati Uniti | 3:47.00    |
| 4         | Emiliano Brembilla    | Italia      | 3:47.01    |
| 4         | Dragoș Coman          | Romania     | 3:47.38    |
| 6         | Chad Carvin           | Stati Uniti | 3:47.58    |
| 6         | Grant Hackett         | Australia   | 3:48.22    |
| 8         | Ryk Neethling         | Sudafrica   | 3:48.52    |